# Erik Johansson (orienterare)
Bror Erik Johansson, född 18 maj 1947 i Avesta, är en svensk orienterare som blev världsmästare i stafett 1976. 1975 blev han svensk mästare på långdistans och natt, han har även tagit ett NM-brons i stafett. Han tävlade för Avesta OK.
Hör till välkänd idrottssläkt - är bl.a. farbror till ishockeymålvakten Lars Johansson.